# ميزوكي ياماموتو
ميزوكي ياماموتو (باليابانية: 山本美月؛ بالكانا: やまもと みづき) هي عارضة أزياء وعارضة وممثلة يابانية، ولدت في 18 يوليو 1991 في فوكوكا في اليابان.

## وصلات خارجية
- الموقع الرسمي
- ميزوكي ياماموتو على موقع IMDb (الإنجليزية)
- ميزوكي ياماموتو على موقع قاعدة بيانات الفيلم (الإنجليزية)